# Cilunculus haradai
Cilunculus haradai är en havsspindelart som beskrevs av Nakamura, K. och C.A. Child 1983. Cilunculus haradai ingår i släktet Cilunculus och familjen Ammotheidae. Inga underarter finns listade i Catalogue of Life.